# Coppa Mitropa 1955
La Coppa Mitropa 1955 fu la quindicesima edizione del torneo, la prima del dopoguerra, e venne vinta dagli ungheresi del Vörös Lobogó. Si disputò fra giugno e luglio.
Parteciparono squadre di Austria, Cecoslovacchia, Jugoslavia, Ungheria e Italia.

## Partecipanti
| Nazione                   | Squadra                         | Campionato                                                                  |
| ------------------------- | ------------------------------- | --------------------------------------------------------------------------- |
| Austria (bandiera)        | Wiener Sport-Club Wacker        | Vicecampione d'Austria 1954-55 4º campionato d'Austria 1954-55              |
| Cecoslovacchia (bandiera) | Slovan ÚNV Bratislava UDA Praha | Capolista al momento del torneo Seconda in classifica al momento del torneo |
| Jugoslavia (bandiera)     | Hajduk Split Vojvodina Novi Sad | Campione di Jugoslavia 1954-55 6º campionato di Jugoslavia 1954-55          |
| Ungheria (bandiera)       | Honvéd Vörös Lobogó             | Campione d'Ungheria 1954 Vicecampione d'Ungheria 1954                       |
| Italia (bandiera)         | AS Roma Bologna FC              | 3º campionato d'Italia 1954-55 4º campionato d'Italia 1954-55               |

## Torneo

### Turno preliminare
| Squadra 1          | Totale | Squadra 2 | Andata | Ritorno |
| ------------------ | ------ | --------- | ------ | ------- |
| Vörös Lobogó       | 5 - 5  | Wacker    | 3 - 3  | 2 - 2   |
| Vojvodina Novi Sad | 9 - 5  | AS Roma   | 4 - 1  | 5 - 4   |

#### Andata
| Arbitro: | Andor Dorogi |

|                                    |           |           |
| Krstic 9’ Ivos 20’, 46’ Rajkov 77’ | Marcatori | 34’ Nyers |

| Arbitro: | Francesco Liverani |

|                          |           |                             |
| Arató 8’ Kárász 53’, 58’ | Marcatori | 10’, 66’ Kaubek 17’ Haummer |

#### Ritorno
| Arbitro: | Leo Lemešić |

|                              |           |                              |
| Kovács 20’ (aut.) Kaubek 40’ | Marcatori | 1’ Chalupetzky 42’ Hidegkuti |

| Arbitro: | Fritz Seipelt |

|                                  |           |                                      |
| Galli 10’, 12’, 28’ Giuliano 56’ | Marcatori | 34’ Krstic 63’, 66’, 87’, 89’ Rajkov |

#### Spareggio
| Arbitro: | Jaroslav Vlcek |

|                   |           |                                         |
| Bousek 20’ (rig.) | Marcatori | 13’, 70’ Hidegkuti 14’, 39’, 50’ Molnár |

### Quarti di finale
| Squadra 1          | Totale | Squadra 2             | Andata | Ritorno |
| ------------------ | ------ | --------------------- | ------ | ------- |
| Honvéd             | 10 - 6 | Wiener Sport-Club     | 5 - 2  | 5 - 4   |
| Bologna FC         | 2 - 7  | UDA Praha             | 2 - 4  | 0 - 3   |
| Vojvodina Novi Sad | 0 - 3  | Slovan ÚNV Bratislava | 0 - 0  | 0 - 3   |
| Vörös Lobogó       | 8 - 3  | Hajduk Split          | 6 - 0  | 2 - 3   |

#### Andata
| Arbitro: | Vasa Stefanović |

|                           |           |                                  |
| Pivatelli 43’, 68’ (rig.) | Marcatori | 10’, 79’ Masopust 26’, 70’ Prada |

| Novi Sad 6 luglio 1955 | Vojvodina     | 0 – 0 | Slovan ÚNV Bratislava | Stadio Vojvodina (20.000 spett.)\| Arbitro: \| Johann Pribyl \| |
| Arbitro:               | Johann Pribyl |       |                       |                                                                 |

| Arbitro: | Ezio Damiani |

|                                                  |           |                 |
| Tichy 11’ Kocsis 13’, 72’, 81’ Puskás 23’ (rig.) | Marcatori | 3’, 18’ Missler |

| Arbitro: | Metoděj Charousek |

|                                                                 |           |  |
| Molnár 4’ Szimcsák 12’ Sándor 32’, 51’ Kárász 37’ Hidegkuti 70’ | Marcatori |  |

#### Ritorno
| Arbitro: | Cesare Jonni |

|                                                 |           |                                                  |
| Horak 22’ Szokol 60’ Missler 63’ (rig.) Hof 90’ | Marcatori | 24’, 78’ Czibor 26’ Kocsis 54’ Puskás 61’ Bozsik |

| Arbitro: | Sándor Harangozó |

|                          |           |  |
| Prada 11’ Kraus 29’, 89’ | Marcatori |  |

| Arbitro: | Janos Posa |

|                           |           |  |
| Pazicky 17’ Bily 52’, 79’ | Marcatori |  |

| Arbitro: | Riccardo Pieri |

|                                     |           |                          |
| Matosic 49’ Vukas 70’ Vidosevic 79’ | Marcatori | 64’ Hidegkuti 66’ Sándor |

### Semifinali
| Squadra 1 | Totale | Squadra 2             | Andata | Ritorno |
| --------- | ------ | --------------------- | ------ | ------- |
| Honvéd    | 6 - 7  | Vörös Lobogó          | 5 - 2  | 1 - 5   |
| UDA Praha | 2 - 2  | Slovan ÚNV Bratislava | 0 - 0  | 2 - 2   |

#### Andata
| Praga 17 luglio 1955 | ÚDA Praga  | 0 – 0 | Slovan ÚNV Bratislava | Velký Strahovský Stadion (30.000 spett.)\| Arbitro: \| Janos Posa \| |
| Arbitro:             | Janos Posa |       |                       |                                                                      |

| Arbitro: | Fritz Seipelt |

|                                            |           |                       |
| Machos 10’, 79’ Czibor 12’ Kocsis 14’, 53’ | Marcatori | 16’ Molnár 40’ Kárász |

#### Ritorno
| Arbitro: | Johann Pribyl |

|                             |           |                       |
| Vican 70’ (rig.) Jajcaj 89’ | Marcatori | 20’ Kraus 25’ Pazdera |

| Arbitro: | Jaroslav Vlcek |

|                                            |           |            |
| Molnár 4’, 37’, 42’ Kovács 22’ (rig.), 66’ | Marcatori | 44’ Puskás |

### Finale
| Squadra 1    | Totale | Squadra 2 | Andata | Ritorno |
| ------------ | ------ | --------- | ------ | ------- |
| Vörös Lobogó | 8 - 1  | UDA Praha | 6 - 0  | 2 - 1   |

#### Andata
| Arbitro: | Friedrich Mayer |

|                                                               |           |  |
| Hidegkuti 4’, 14’, 43’ Kárász 12’ Novak 71’ (aut.) Molnár 76’ | Marcatori |  |

| Arbitro: | Friedrich Mayer |

|           |           |                           |
| Prada 31’ | Marcatori | 55’ Hidegkuti 88’ Palotás |

## Classifica marcatori
|  | Gol | Marcatore        | Squadra            |
|  | --- | ---------------- | ------------------ |
|  | 9   | János Molnár     | Vörös Lobogó       |
|  | 9   | Nándor Hidegkuti | Vörös Lobogó       |
|  | 6   | Sándor Kocsis    | Honvéd             |
|  | 5   | Zdravko Rajkov   | Vojvodina Novi Sad |
|  | 5   | Endre Kárász     | Vörös Lobogó       |
|  | 4   | Ladislav Přáda   | UDA Praha          |
|  | 3   | Adalbert Kaubek  | Wacker             |
|  | 3   | Carlo Galli      | AS Roma            |
|  | 3   | Karl Miessler    | Wiener Sport-Club  |
|  | 3   | Károly Sándor    | Vörös Lobogó       |
|  | 3   | Zoltán Czibor    | Honvéd             |
|  | 3   | Tadeusz Kraus    | UDA Praha          |
|  | 3   | Ferenc Puskás    | Honvéd             |